# Ferdinand Elbers
Pour les articles homonymes, voir Elbers.
Ferdinand Elbers, né le 24 décembre 1862 à Gand et mort le 8 août 1943 à Molenbeek-Saint-Jean, était un ouvrier ajusteur, un syndicaliste et un homme politique flamand,.  En 1896, Elbers devint conseiller communal de Molenbeek, commune dont il fut échevin de 1900 à 1912 et de nouveau à partir de 1926.

## Biographie

### 1862-1914
Comme ce fut le cas pour tant de militants socialistes après lui, Elbers bénéficia d'une courte scolarité.  Après ses études primaires, il travailla comme forgeron, comme son père.  En 1882, il fut déclaré inapte au service militaire, étant myope.  Par la suite, étant au chômage, il chercha du travail ailleurs.  En 1883, il déménagea à Molenbeek et il trouva du travail comme ajusteur dans les ateliers Maurice Demoor à Laeken.  Elbers devint un syndicaliste méritant du secteur métallurgique de la capitale belge.  En 1885, il fut cofondateur du syndicat des mécaniciens de Bruxelles, dont il fut le secrétaire pendant quinze ans.  En 1888, l'association des mécaniciens d'Elbers fonda une caisse d'allocations de chômage : La Métallurgique.  Celle-ci encouragea la formation d'une confédération syndicale des ouvriers métallurgistes.  En 1890, cependant, la caisse cessa ses activités dans le domaine de l'indemnisation du chômage, tout en continuant à exister sous la forme d'une mutualité.  L'engagement d'Elbers en tant que cofondateur et président de La Métallurgique démontre qu'il était en faveur d'une union interprofessionnelle des travailleurs de la métallurgie.  Dans ce but, il s'investit, en 1886, dans la Fédération nationale des métallurgistes, fondée vers cette époque.  Temporairement trésorier de cette fédération, il la représenta aussi aux congrès de la IIe Internationale de Bruxelles (du 16 au 23 août 1891) et de Londres (du 26 juillet au 2 août 1896).  Le 23 avril 1885, le tribunal correctionnel de Bruxelles le condamna à des amendes de 26 et de 30 francs pour outrage et résistance à la police.  Le 4 mars 1898, le même tribunal le condamna à 20 francs d'amende pour avoir giflé l'anarchiste Mestdagh lors d'un meeting.  Grâce au syndicat, Elbers entra en contact avec le Parti ouvrier belge (POB).  Le 12 juin 1889, Elbers s'affilia à l'union socialiste des travailleurs de Molenbeek-Saint-Jean, dont il fut le secrétaire pendant un certain temps.
Lorsqu'en octobre 1892, la France était sujette à une critique acerbe, énoncée au meeting de protestation flamingant, à cause des attaques xénophobes dont les mineurs belges dans le département du Pas-de-Calais étaient les victimes à ce moment-là, Elbers, déjà très actif comme syndicaliste, quand il s'exclama que les ouvriers n'ont pas de patrie, fut hué par le public pro-flamand en ces termes : « Traître, traître ! »
En 1894, il représentait l'arrondissement de Bruxelles sur la liste des candidats du POB pour la Chambre et il était aussi candidat conseiller provincial du canton de Molenbeek, mais il ne fut pas élu.  Un an plus tard, l'union des travailleurs de Molenbeek prit part aux élections communales avec sa propre liste socialiste.  Elbers ne connut pas de réussite personnelle et n'obtint son siège de conseiller communal qu'après qu'un autre élu le lui eut cédé.  Le POB lui-même obtint un grand succès à Molenbeek, remportant onze sièges sur trente et un.  Après les élections, les socialistes apportèrent un soutien sans participation à un collège des bourgmestre et échevins dominé par les libéraux.  Cette fois-ci, Elbers fut élu directement à l'élection de 1899, par laquelle la moitié des mandats allaient être renouvelés.  À nouveau, les négociations pour la formation d'un cartel échouèrent mais, après l'élection, l'union des travailleurs fut tout de même offerte un mandat d'échevin, accordé à Elbers.  Ainsi, début 1900, il devint échevin de l'État civil de Molenbeek.  Elbers remplit son mandat de conseiller communal jusqu'aux élections communales de 1938.  Avant la guerre, il représenta Molenbeek dans le Fonds intercommunal contre le chômage involontaire, dont il avait été vice-président vers 1909.  Il remplira le mandat d'échevin jusqu'en 1912.  Outre sa candidature aux élections de 1894, ce mandat était une deuxième indication majeure du fait qu'Elbers était devenu une étoile montante dans la fédération bruxelloise du POB.  Cela devint évident un an plus tard, lorsqu'il fut nommé secrétaire permanent de la fédération.  Cette fonction avait pu être créée grâce à l'augmentation significative des adhésions après les élections de 1894.  Elbers fut secrétaire du parti jusqu'au 1er mai 1908 et pendant, en tout, 35 ans, il siégea au comité d'administration de la fédération bruxelloise du POB.
Étant devenu secrétaire de la fédération bruxelloise du POB en 1901, en raison des problèmes linguistiques au sein de cette fédération, la même année, Elbers posa la question :
« Camarades, ne penseriez-vous pas qu’un représentant parlementaire flamand devient nécessaire dans notre arrondissement, composé de 125 communes dont 112 sont exclusivement néerlandophones. Nous croyons faire notre devoir en signalant que, hors de la capitale, on nous demande de désigner un représentant flamand, et que la Fédération agirait très judicieusement en désignant dans l'avenir un représentant qui sait parler et écrire la langue des gens hors de l'arrondissement bruxellois,. »
Toujours en 1901, mais au congrès de la Fédération des métallurgistes, Elbers préconisait la fusion des petits syndicats avec les plus grands, afin d'en créer de plus importants et plus forts.
Vers 1900, la carrière politique d'Elbers prit de l'ampleur : après avoir contribué à la fondation de la Commission syndicale du POB, en 1898, il fut élu sénateur de l'arrondissement de Bruxelles, le 24 mai 1904.  Il devait cette élection à un changement de la loi électorale : peu avant le tournant du siècle, le législateur avait adopté la représentation proportionnelle.  Mais, son élection fut annulée : comme il refusait de payer le cens en tant que sénateur, Elbers dut renoncer à son siège qui, dès lors, incombait à un catholique.  Toutefois, l'année suivante, il fut élu sénateur provincial par le Conseil provincial du Brabant, mandat qu'il remplit jusqu'en 1912.  La même année, il fut élu membre de la Chambre des représentants où il demeura jusqu'en 1929,.
Cependant, un an plus tard, au Conseil provincial du Brabant, en sa qualité de sénateur provincial, il succéda au défunt sénateur libéral Decoster.  Au Sénat, Elbers siégea dans les commissions de l'Intérieur et de l'Instruction publique, où il plaidait passionnément pour la réduction du temps de travail et pour l'abolition de l'article 310 du Code pénal.
En 1912, Elbers aspirait à un siège à la Chambre des représentants.  Lors de la campagne électorale, à Drogenbos, un militant catholique lui catapulta un objet dans le visage ; dans un article indigné, publié dans Le Peuple, il se plaindra du traitement discriminatoire par les sœurs infirmières catholiques de l'hôpital militaire auquel il avait été transféré et soigné pendant presque un mois.

### 1914-1943
Pendant la Première Guerre mondiale, Elbers s'opposa à l'activisme.  Début 1918, avec l'ensemble du conseil communal, il se prononça, dans une lettre au chancelier allemand et au Reichstag, contre le Conseil de Flandre qui avait proclamé l'indépendance de la Flandre, fin 1917.  Elbers fut représentant jusqu'aux élections législatives de 1929.
Après son élection au parlement en 1912, Elbers démissionna comme échevin.  L'union des travailleurs molenbeekoise partait du principe que les mandats rémunérés ne sont pas cumulables.  Il semblait qu'après la guerre, l'union fût revenue sur l'interdiction de cumul, car Elbers redevint échevin de 1927 jusqu'en 1939.  À la Chambre, Elbers formula encore avant la guerre des plaidoyers pour la démocratisation du droit de vote et contre le militarisme.  Dans cette période, il fut également secrétaire du groupe parlementaire socialiste.  Après la guerre, son attention se portait sur des thèmes culturels.  Ainsi, le 6 avril 1922, il signa une proposition de loi pour la création d'une université à Anvers et, quelques mois plus tard (le 18 juillet 1922), une autre qui visait la participation du gouvernement à la création de l'ASBL Palais des Beaux-Arts de Bruxelles.
Les problèmes sociaux continuèrent à attirer son attention : Elbers siégea au conseil des hospices de Molenbeek (1907-1925) et, pendant trois ans, même en la qualité de président.  Conjointement avec Guillaume Melckmans d'Anderlecht et August Debunne de Menin, membres de son groupe politique, Elbers plaidait à la Chambre pour un rôle plus actif des communes dans le domaine de l'assistance publique.
Après 1929, Elbers se limitait à la politique communale molenbeekoise.  En 1938, cette carrière prit abruptement fin en raison d'un conflit avec l'union des travailleurs.  Entre-temps, le 14 avril 1937, Elbers avait été nommé chevalier de l'ordre de Léopold.
Elbers mourut le 8 août 1943, en pleine guerre mondiale.  Son petit-fils est le chansonnier et homme politique Jef Elbers.

## Sources
- (fr) Journal des Correspondances, Organe officiel des syndicats affiliés à la commission syndicale, 2e année, no 10, avril-1er mai 1905, p. 122
- (nl) Ginderachter, Maarten van, Het Rode Vaderland: de vergeten geschiedenis van de communautaire spanningen in het Belgische socialisme voor WO I, Éd. Lannoo, Tielt, 2005  (ISBN 90-209-6297-3), p. 94
- (nl) Godderis, Jan, Oorlog aan de oorlog !? De houding van de Belgische Werkliedenpartij ten aanzien van het leger 1885 - 1914, mémoire présenté à la Faculté des lettres et de philosophie de l'Université de Gand, 2004, en ligne sur le site web www.ethesis.net
- (nl) Mulder, Brigitte De, et Peiren, Luc, Ferdinand Elbers (1862-1943), dans : ODIS – Database Intermediary Structures Flanders (en ligne sur le site web www.odis.be), version du 9 juillet 2012 (fiche no 42115)
- (en) Strikwerda, Carl, A House Divided: Catholics, Socialists, and Flemish Nationalists in Nineteenth-Century Belgium, Rowman & Littlefield, Lanham, Maryland, 1997  (ISBN 0-8476-8526-8), p. 157
- (nl) Toebosch, Emile, Het Parlement anders bekeken; Academia Press, Gand, 2006  (ISBN 90-382-0893-6); p. 353
- (nl) Trembloy, Jean /Cauwelaert, Guido van, Historisch onderzoek naar het ontstaan van het socialisme in Wambeek, Lombeek en Ternat (recherche historique sur les origines du socialisme à Wambeek, Lombeek et Ternat) (site web)